# Juan Pablo Huanqui

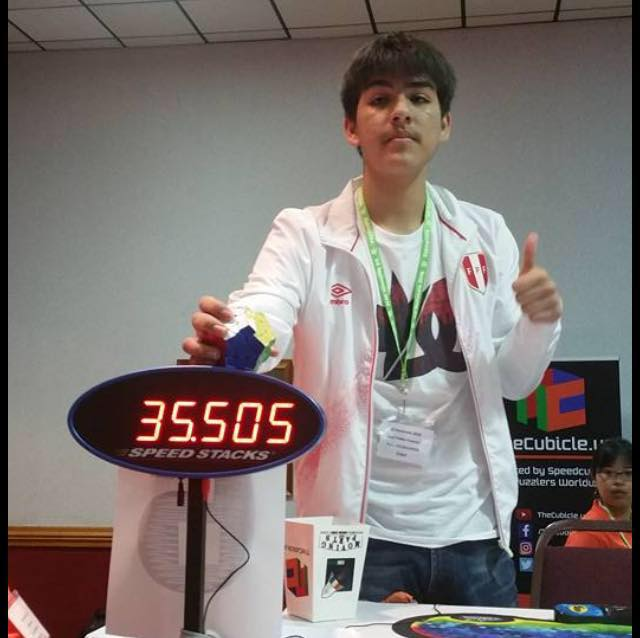
Juan Pablo Huanqui (2016)

Juan Pablo Huanqui ist ein peruanischer Speedcuber, der vor allem in der Disziplin Megaminx erfolgreich ist und den aktuellen Megaminx Weltrekord hält.

## Leben
Huanqui hat insgesamt 14 Weltrekorde im schnellsten Lösen der Megaminx aufgestellt, acht im Single (einzelner Lösungsversuch) und sechs im Average (Durchschnitt von 5 Lösungsversuchen). Seine ersten beiden Weltrekord stellte er bei den US Nationals 2016 mit den Zeiten 35,50 Sekunden (Single) und 40,94 Sekunden (Average) auf. Den aktuellen Megaminx Single Weltrekord stellte er beim La Tienda Cubera Christmas 2019  mit einer Zeit von 27,22 Sekunden auf und den aktuellen Megaminx Average Weltrekord mit einer Zeit von 30,39 Sekunden beim Wuxi Open 2019.
Neben seinen 14 Weltrekorden brach Huanqui auch 18 südamerikanische Rekorde und 17 nationale Rekorde.
Bei der Campeonato Nacional Perubik in den Jahren 2016 und 17, der WCA South American Championship 2018,  der World Rubik's Cube Championship 2017 und der WCA World Championship 2019 wurde er erster in der Disziplin Megaminx.  In der Disziplin 3x3x3 gewann er in der  Campeonato Nacional Perubik 2017 und der WCA South American Championship 2018 den dritten Platz.

## Rekorde
| Typ                      | Disziplin        | Zeit in Sekunden | Turnier                                   | Datum                        |
| ------------------------ | ---------------- | ---------------- | ----------------------------------------- | ---------------------------- |
| Weltrekorde              | Megaminx Single  | 25,24            | Lima Cuberano 2022                        | 12.–13. März 2022            |
| Weltrekorde              | Megaminx Single  | 27,22            | La Tienda Cubera Christmas 2019           | 21.–22. Dezember 2019        |
| Weltrekorde              | Megaminx Single  | 27,81            | CubingUSA Nationals 2018                  | 27.–29. Juli 2018            |
| Weltrekorde              | Megaminx Single  | 29,49            | WCA European Championship 2018            | 19.–22. Juli 2018            |
| Weltrekorde              | Megaminx Single  | 29,93            | Latin America Cubing Tour - Santiago 2017 | 10.–11. Juni 2017            |
| Weltrekorde              | Megaminx Single  | 31,53            | Rubik Pro 2017                            | 21. Mai 2017                 |
| Weltrekorde              | Megaminx Single  | 34,40            | Torneo de Speedcubers 2016                | 29.–30. Oktober 2016         |
| Weltrekorde              | Megaminx Single  | 35,18            | Lima Rubik 2016                           | 27.–28. August 2016          |
| Weltrekorde              | Megaminx Single  | 35,50            | US Nationals 2016                         | 29.–31. Juli 2016            |
| Weltrekorde              | Megaminx Average | 30,39            | Wuxi Open 2019                            | 10.–11. August 2019          |
| Weltrekorde              | Megaminx Average | 31,70            | CubingUSA Nationals 2019                  | 1.–4. August 2019            |
| Weltrekorde              | Megaminx Average | 35,15            | Latin America Cubing Tour - Santiago 2017 | 10.–11. Juni 2017            |
| Weltrekorde              | Megaminx Average | 39,43            | Torneo de Speedcubers 2016                | 29.–30. Oktober 2016         |
| Weltrekorde              | Megaminx Average | 39,86            | Lima Rubik 2016                           | 27.–28. August 2016          |
| Weltrekorde              | Megaminx Average | 40,94            | US Nationals 2016                         | 29.–31. Juli 2016            |
| Südamerikanische Rekorde | Megaminx Single  | 33,42            | Copa Rubik Simon I. Patiño 2017           | 30. April – 1. Mai 2017      |
| Südamerikanische Rekorde | Megaminx Single  | 34,03            | Aventura Cúbica III 2017                  | 4.–5. Februar 2017           |
| Südamerikanische Rekorde | Megaminx Single  | 37,8             | Campeonato Nacional Perubik 2016          | 16.–17. Juli 2016            |
| Südamerikanische Rekorde | Megaminx Single  | 38,21            | Torneo Nacional Colombia 2016             | 7.–9. Mai 2016               |
| Südamerikanische Rekorde | Megaminx Single  | 41,01            | Uchi Montevideo 2016                      | 12.–14. Februar 2016         |
| Südamerikanische Rekorde | Megaminx Average | 32,33            | CubingUSA Nationals 2018                  | 27.–29. Juli 2018            |
| Südamerikanische Rekorde | Megaminx Average | 33,55            | WCA European Championship 2018            | 19.–22. Juli 2018            |
| Südamerikanische Rekorde | Megaminx Average | 34,25            | WCA European Championship 2018            | 19.–22. Juli 2018            |
| Südamerikanische Rekorde | Megaminx Average | 34,65            | FIGHT Peru 2018                           | 21.–22. April 2018           |
| Südamerikanische Rekorde | Megaminx Average | 37,66            | Rubik Pro 2017                            | 21. Mai 2017                 |
| Südamerikanische Rekorde | Megaminx Average | 37,69            | Copa Rubik Simon I. Patiño 2017           | 30. April – 1. Mai 2017      |
| Südamerikanische Rekorde | Megaminx Average | 38,52            | Activa Club Rubik 2017                    | 11. März 2017                |
| Südamerikanische Rekorde | Megaminx Average | 38,69            | Aventura Cúbica III 2017                  | 4.–5. Februar 2017           |
| Südamerikanische Rekorde | Megaminx Average | 43,63            | UCSM Supérate Open 2016                   | 11. Juni 2016                |
| Südamerikanische Rekorde | Megaminx Average | 44,84            | TCG Welcome 2016                          | 19. März 2016                |
| Südamerikanische Rekorde | 3x3x3 Single     | 6,39             | Lima Rubik 2016                           | 27.–28. August 2016          |
| Südamerikanische Rekorde | 3x3x3 Single     | 7,04             | New Avge Open 2015                        | 31. Januar – 1. Februar 2015 |
| Südamerikanische Rekorde | 3x3x3 Average    | 7,97             | Activa Club Rubik 2017                    | 11. März 2017                |